# 黃華秀
黃華秀（1559年10月4日—1597年7月20日），字居约，號同春， 一說號桂齋，明朝泉州府同安縣人。明朝政治人物。

## 生平
黃華秀生於嘉靖己未年九月初四日（1559年10月4日），早年是南安縣庠生。幼年時與哥哥黃華瑞就學於楊子山「陽林書院」，後在泉州繼續學習。萬曆十六年（1588年）與其兄黃華瑞同為戊子科舉人，时人誉为“兄弟同榜，双凤联科”。此外他與哥哥也被認為是金門同時中舉八人的成就「八鯉渡江」的人物之一。萬曆十七年（1589年）己丑科联捷進士，被認為是金門同時中進士五人的成就「五桂聯芳」的人物之一。之後黃華秀授廣東韶州府推官，任內雪殺姑之冤，释代兄之囚，辨伐冢之诡。当地居民冲击教会房子，傳教士利玛窦向知府謝台卿告状，並交由黄华秀徹查，很快整飭肇事者。萬曆二十三年（1595年），以考績第一，召为南京浙江道御史。刚果洞達，條陳時事。時有遼東建奴之慮，中原有礦税之興，楚藩有小人之構，華秀皆上疏极言之。空暇時從德興祝世禄、寧國張應泰、潜江歐陽東鳳及郡人李范廉、骆日升为读书之会。萬曆二十五年六月七日（1597年7月20日），積勞成疾，猝逝於任上，不餘一錢，諸人为其經紀後事。黃華秀有女兒，嫁給何喬遠次子何九雲。
明神宗嘉其廉政，讓黃華秀入祀南京鄉賢祠與廣東韶州府學名宦祠配祀。

## 家族
曾祖父黃鉞，舉人。祖父黄伯芸（黄鸿盘），生员。父黄思孝（黄扬东），生员。